# Куртликульська сільська рада
Куртлику́льська сільська рада (рос. Куртлыкульский сельский совет) — муніципальне утворення у складі Караідельського району Башкортостану, Росія. Адміністративний центр — присілок Куртликуль.

## Населення
Населення — 591 особа (2019, 778 в 2010, 866 в 2002).

## Склад
До складу поселення входять такі населені пункти:
| Населений пункт      | Населення, осіб (2002) | Населення, осіб (2010) |
| -------------------- | ---------------------- | ---------------------- |
| Деушево, село        | 238                    | 210                    |
| Куртликуль, присілок | 412                    | 410                    |
| Суюндюково, присілок | 216                    | 158                    |